# Хузум
Хузум (нем. Husum, с.-фриз. Hüsem) — город в Германии, районный центр, расположен в земле Шлезвиг-Гольштейн, на берегу Северного моря.
Входит в состав района Северная Фрисландия. Население составляет 22084 человека (на 31 декабря 2010 года). Занимает площадь 25,20 км². Официальный код — 01 0 54 056.
Официальным языком в населённом пункте, помимо немецкого, является севернофризский.

## Фотографии

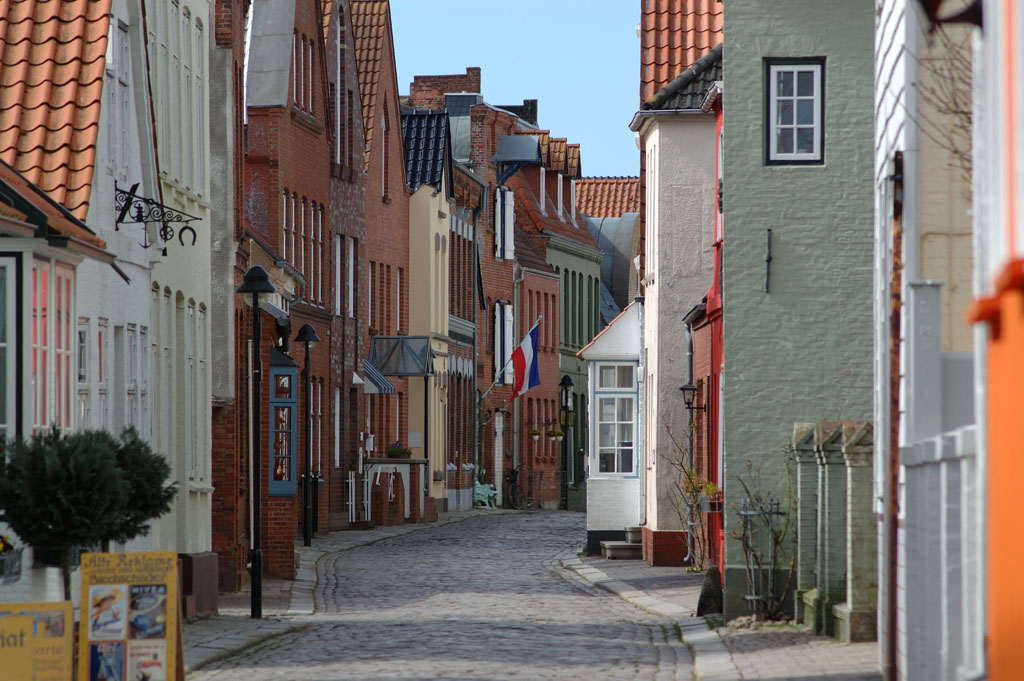
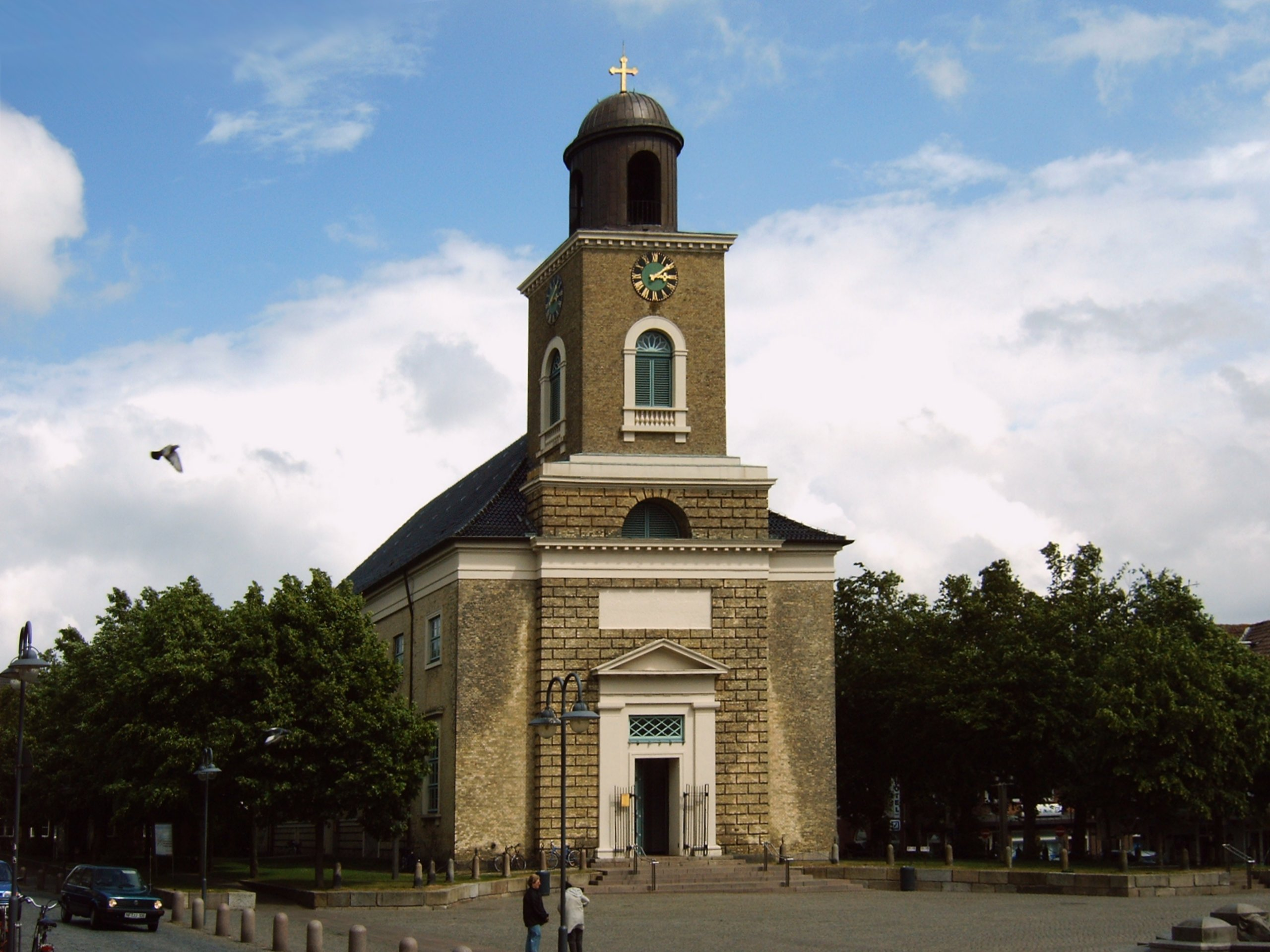
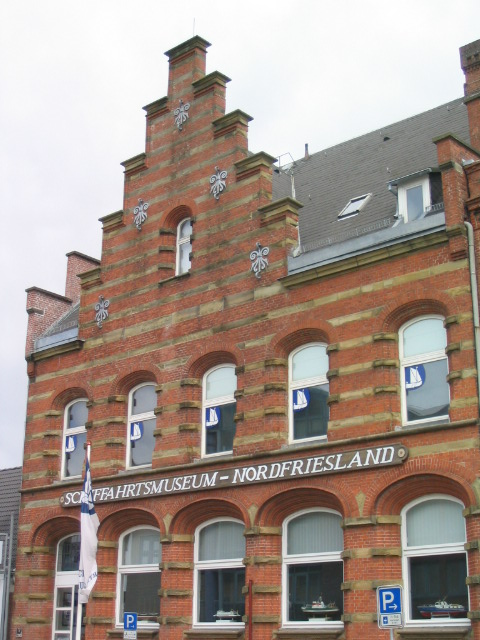
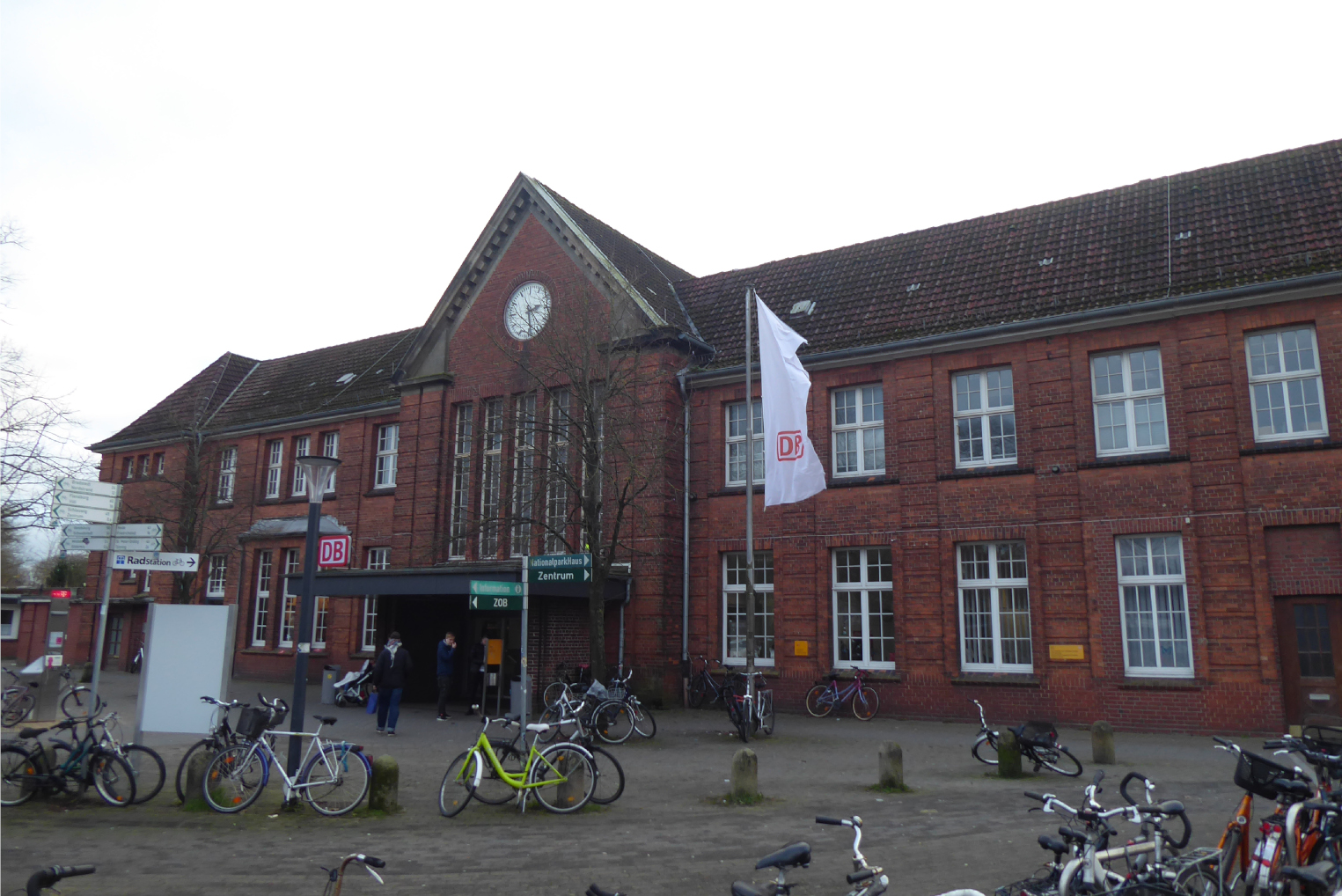
Вокзал
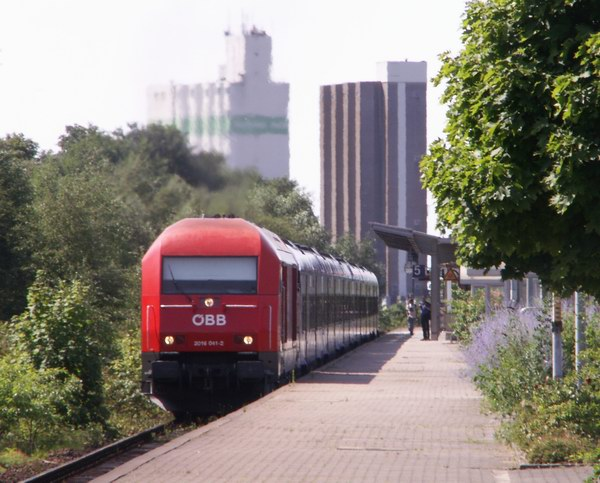
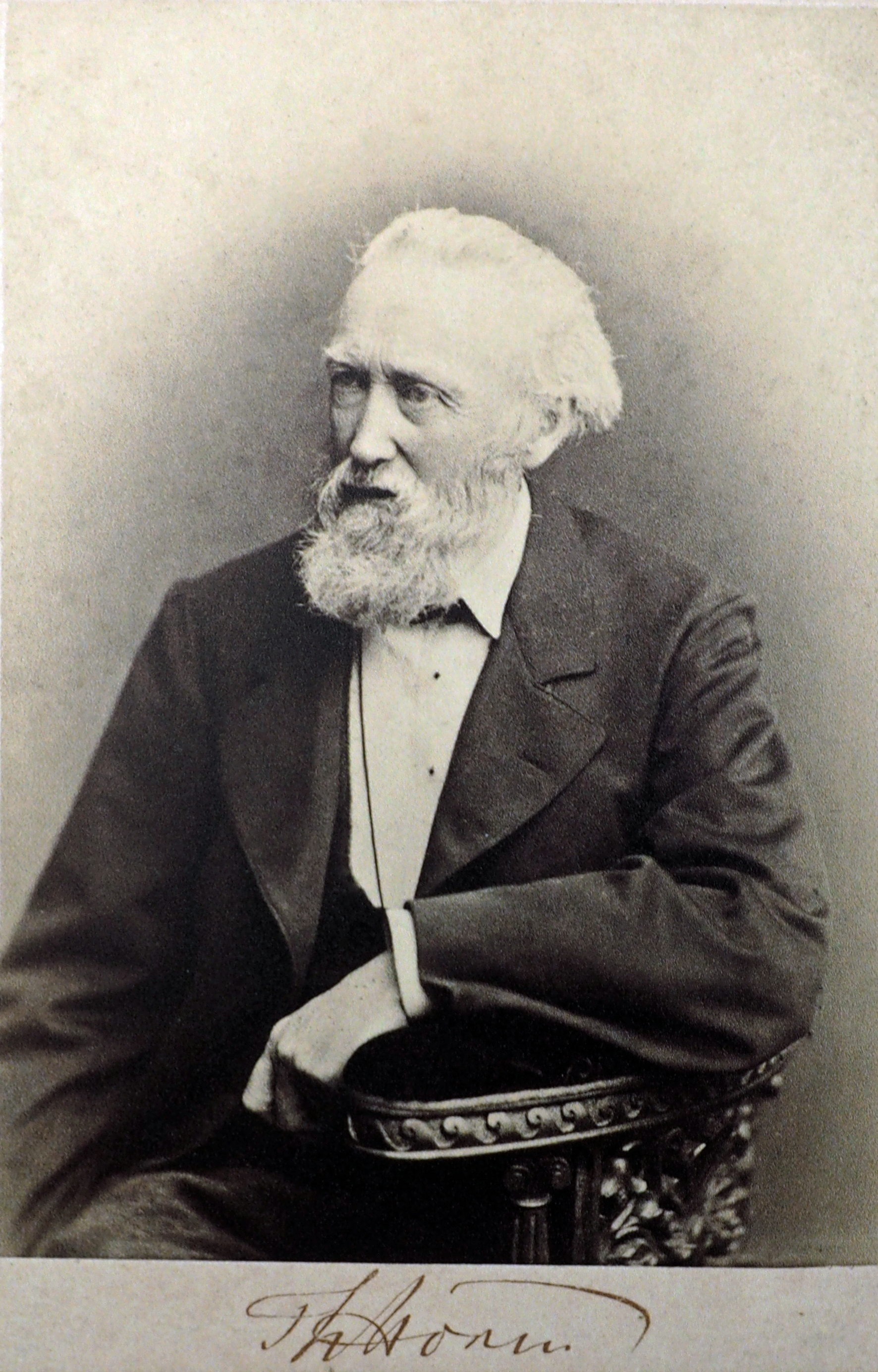
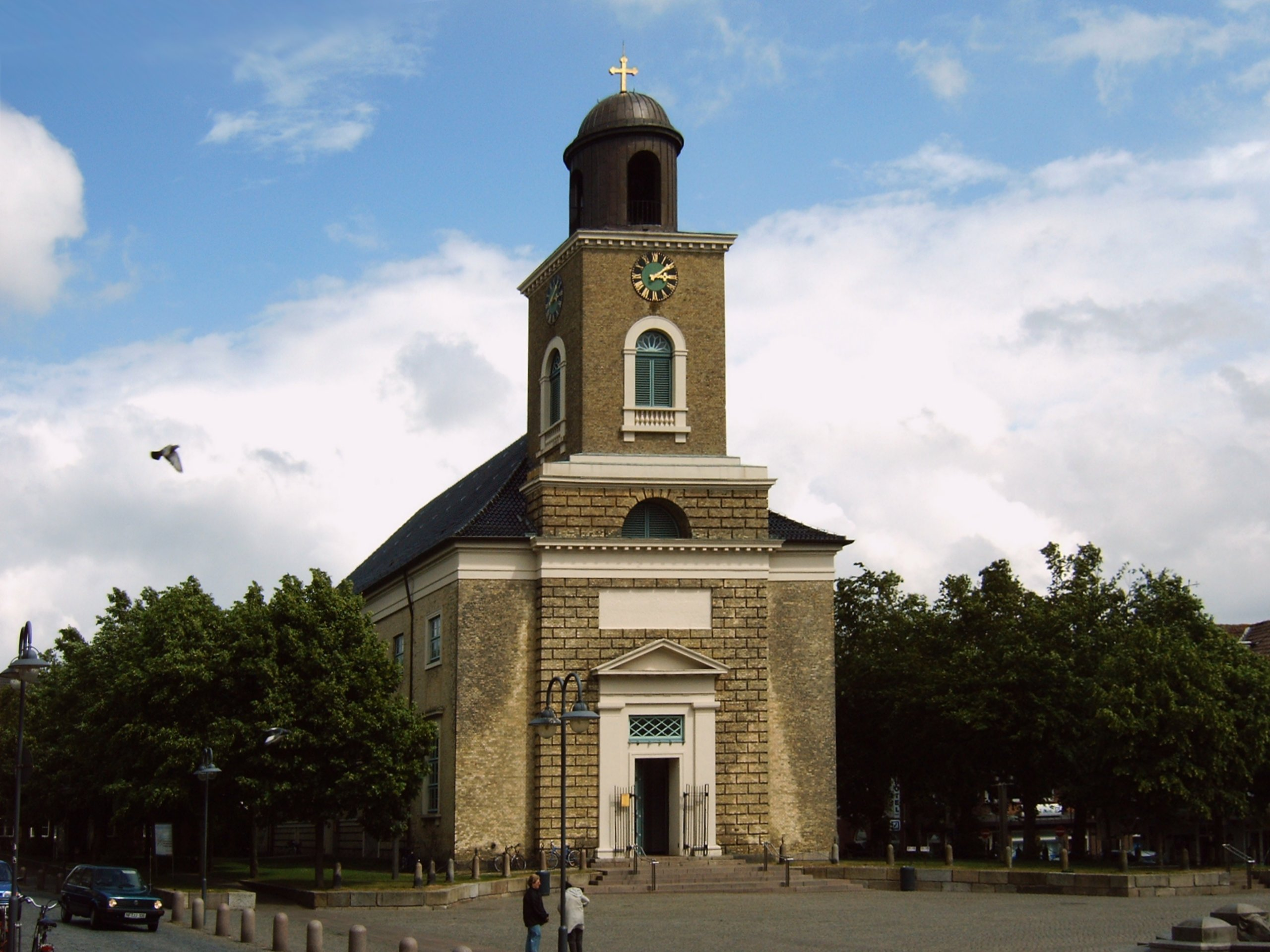
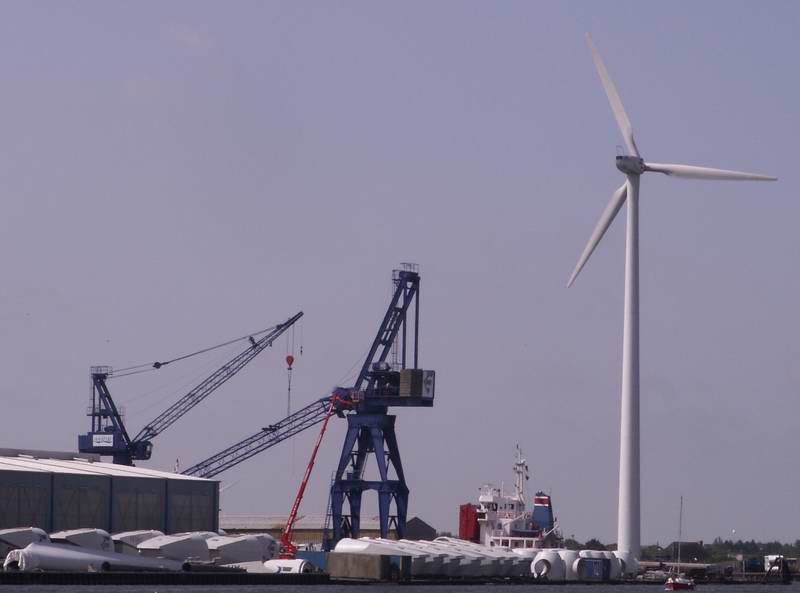
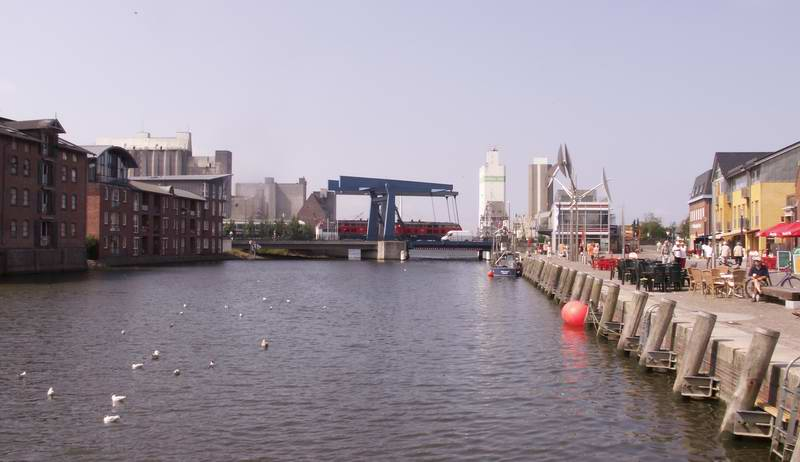
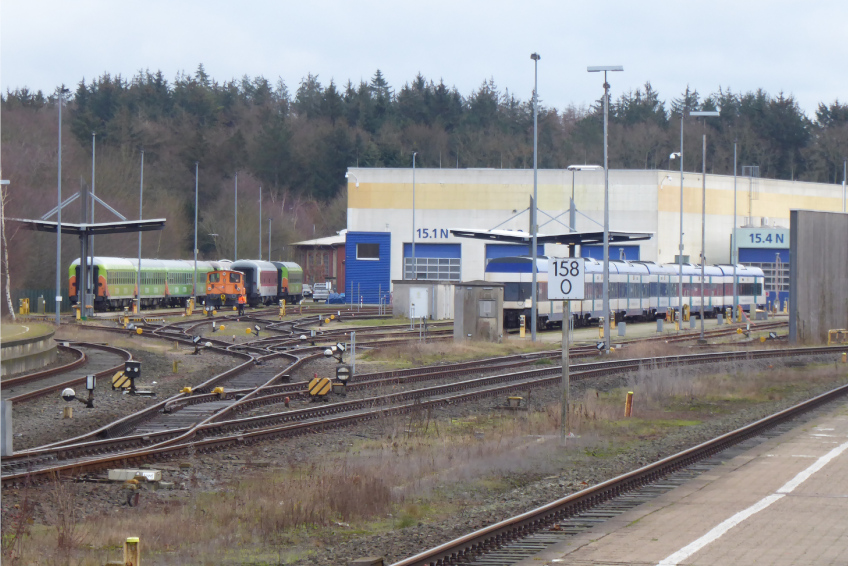